# تیرتیزک آبی برگ‌ریز
تیرتیزک آبی برگ‌ریز یا نستورتیوم میکروفیلام (نام علمی: Nasturtium microphyllum) نام یک گونه از تیره شب‌بویان است.